# Municipio de Havana (Illinois)
El municipio de Havana (en inglés: Havana Township) es un municipio ubicado en el condado de Mason en el estado estadounidense de Illinois. En el año 2010 tenía una población de 4816 habitantes y una densidad poblacional de 31,49 personas por km².

## Geografía
El municipio de Havana se encuentra ubicado en las coordenadas 40°16′54″N 90°0′30″O / 40.28167, -90.00833. Según la Oficina del Censo de los Estados Unidos, el municipio tiene una superficie total de 152.96 km², de la cual 149,86 km² corresponden a tierra firme y (2,03 %) 3,1 km² es agua.

## Demografía
Según el censo de 2010, había 4816 personas residiendo en el municipio de Havana. La densidad de población era de 31,49 hab./km². De los 4816 habitantes, el municipio de Havana estaba compuesto por el 98,17 % blancos, el 0,44 % eran afroamericanos, el 0,27 % eran amerindios, el 0,23 % eran asiáticos, el 0,1 % eran de otras razas y el 0,79 % eran de una mezcla de razas. Del total de la población el 0,5 % eran hispanos o latinos de cualquier raza.